# Kongolo (territoire)
Pour les articles homonymes, voir Kongolo (homonymie).
Le territoire de Kongolo est une entité administrative déconcentrée de la province du Tanganyika en république démocratique du Congo. Le fleuve Congo traverse le territoire et des chutes surnommées les Portes d'Enfer marquent la fin de la navigabilité du cours d'eau. La ville de Kongolo accueille également le dernier pont sur le fleuve avant le pont Matadi, à quelque 2 000 kilomètres de là vers l'aval.

## Histoire
Le territoire est fortement touché par le conflit communautaire Bantou-Twa entre 2016 et 2018. En août 2019, l'UNICEF indique que 2 890 enfants déscolarisés ont finalement pu recevoir des cours de récupération.

## Population
D'après le rapport annuel 2016 de la province, le territoire compte 610 629 habitants. Le territoire est habité par les Basonge, les Bahemba, les Baluba, les Bakusu et les Bayazi. L'éthnie Yazi est autochtone dans le territoire mais est minoritaire. La langue partagée par toute la population est le Swahili mais plus de la moitié des habitants parlent le Hemba.

## Climat
Dans le territoire, la saison sèche est froide et dure trois mois. Les pluies ne dépassent alors pas 50 mm par mois.

## Économie
Le territoire compte deux gares. L'aérodrome de Kongolo, selon liste des codes AITA des aéroports/K, a pour code KOO.

## Subdivisions

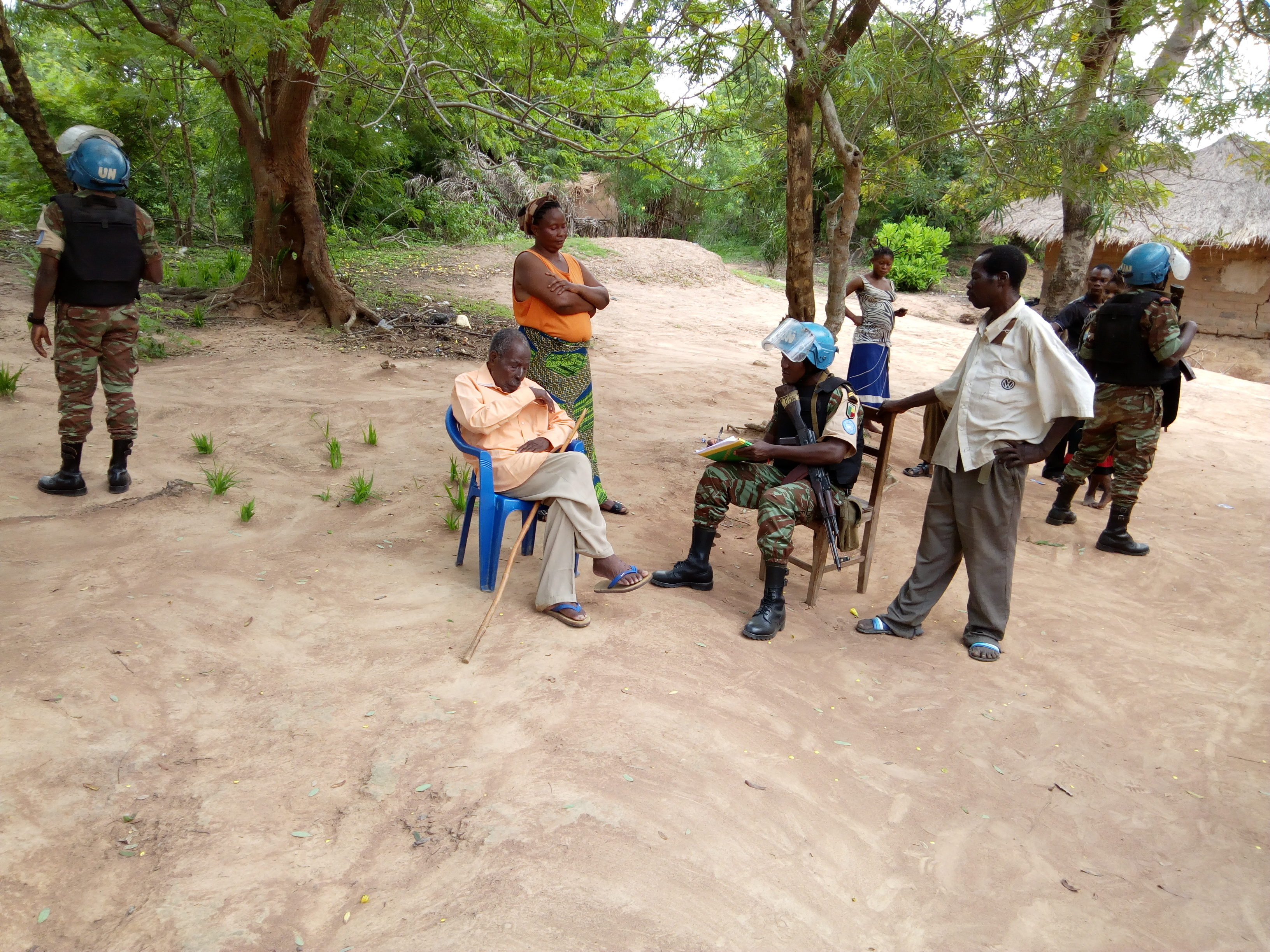
Casques-bleus béninois de la MONUSCO dans la localité de Keba avec le chef coutumier de la chefferie de Yambula.

Le territoire compte deux secteurs, Baluba et Basonge, et huit chefferies, Bayashi, Bena Mambwe, Bena Muhona, Bena Nyembo, Bena Nkuvu, Lubunda, Munono et Yambula.

## Évêché
- Diocèse de Kongolo
- Cathédrale de Kongolo